# اورستد
اورستد (به انگلیسی: Oersted یا به صورت مختصر Oe) یکای میدان مغناطیسی H در سامانهٔ یکایی سانتیمتر-گرم-ثانیه (CGS) است. در CGS یکای میدان میدان مغناطیسی B نیز گاوس است. در سامانهٔ اندازه‌گیری SI اما، میدان H توسط یکای آمپر بر متر (A/m) و میدان مغناطیسی B توسط یکای تسلا نمایش داده می‌شوند. یک اورستد برابر است با ۱۰۰۰/۴π (≈۷۹٫۵۷۷۴۷۱۵) آمپر بر متر در دستگاه بین‌المللی یکاها.
نام این یکا به افتخار هانس کریستین اورستد، فیزیک‌دان اهل دانمارک، و با تصمیم کمیسیون الکتروتکنیکی بین‌المللی در سال ۱۹۳۰ گذاشته شده است.